# Charles Réty
Pour les articles homonymes, voir Réty (homonymie).
Charles Réty est un directeur de théâtre et, sous le pseudonyme de Charles Darcours, un critique musical français né le 28 mai 1824 à Paris, ville où il est mort le 1er juillet 1895.

## Biographie
François Ernest Charles Réty naît le 28 mai 1824 à Paris,. Il est le fils de François-Hippolyte Réty (1789-1877), membre de l'administration du Conservatoire de Paris.
Il étudie au Conservatoire, où il obtient un premier prix de solfège en 1839,.
Après avoir été secrétaire général du Théâtre-Lyrique, Charles Réty dirige l'établissement entre 1860 et 1862.
Membre du comité de l'Association des artistes musiciens de 1853 à 1963, il est critique musical au Figaro sous le pseudonyme de Charles Darcours.
En 1864, il épouse en secondes noces la cantatrice Amélie Faivre (en). 
Réty « fut un admirateur lucide de Wagner et, à ce titre, circonspect envers les musiciens français qui tentaient de l'imiter ».
En 1880, il est l'auteur du livret de la cantate Fingal pour le concours du Prix de Rome de composition musicale.
Il meurt le 1er juillet 1895 à Paris, en son domicile du 21 rue de Dunkerque (10e arrondissement de Paris),,. Il est inhumé au cimetière du Père-Lachaise.
Son frère Émile Réty était chef du secrétariat du Conservatoire de Paris.